# United States National Nuclear Security Administration
La United States National Nuclear Security Administration (NNSA) è un'agenzia del Dipartimento dell'Energia degli Stati Uniti responsabile della sicurezza nucleare.
Lo scopo della NNSA è aumentare la sicurezza e le prestazioni dell'armamento nucleare per la US Navy incluso la capacità di sviluppare, produrre e testare nuovi armamenti a seconda delle necessità del governo. È inoltre responsabile per la prevenzione e la risoluzione di catastrofi nucleari negli Stati Uniti e all'estero.
La NNSA ha quattro obiettivi riguardanti la sicurezza nazionale:
- Garantire la sicurezza e l'efficienza dei sistemi di propulsione nucleare dei sottomarini militari e degli altri navigli operati dalla US Navy.
- Promuovere la sicurezza nucleare internazionale e la non proliferazione.
- Ridurre i rischi globali legati alle armi di distruzione di massa.
- Supportare e continuare la leadership statunitense nelle scienze e nella tecnologia.

L'NNSA opera un'unità specializzata, a metà tra un Team scientifico e un nucleo di forze speciali, denominata NEST (Nuclear Emergency Support Team), il cui scopo è "essere preparati a rispondere immediatamente a qualsiasi emergenza di tipo radiologico ovunque nel mondo".